# 吴山居事件账
《吴山居事件账》，亦称《沙海番外》，是IP《盗墓笔记》的衍生系列作品，由南派泛娱、奇树有鱼出品，奇树有鱼独家发行，南派三叔担任总策划。此系列作品以《盗墓笔记》中吴家老宅“吴山居”为故事发生地，讲述了吴邪背后人物的故事。此系列目前包括《吴山居事件账之燃骨》、《吴山居事件账之蚌人》、《吴山居事件账之画媒》三部作品。亦被分别称为《沙海番外之燃骨》、《沙海番外之蚌人》、《沙海番外之画媒》。为叙述方便，下文均以“沙海番外”为开头表述。

## 作品列表

### 沙海番外之燃骨
本片由胡艺川导演，讲述了吴山居代班掌柜霍道夫用燃骨的方式来解除罗茶身上诅咒，并揭开一系列神秘事件真相的故事，被导演成为“披着恐怖外衣的推理片”

### 沙海番外之蚌人
本片由秦榛导演，窦柏林、王渊慧、虞祎杰等出演，讲述了九门霍家后人霍有心因手下之死来吴山居兴师问罪，并让吴山居的伙计白蛇身染怪病，众人为了解密前往神秘山洞的故事。本片于2018年正式上线。

### 沙海番外之画媒
本片由卫立洲导演，刘畅、傅奕晨等出演，讲述了吴邪安排刘丧来到吴山居后，刘丧与临时老板霍道夫和伙计豹萨结怨，二人设计报复刘丧，却意外让刘丧解开了一个曾经在吴山居外墙女子画像之谜的故事。

## 海报合集

《沙海番外之燃骨》
《沙海番外之蚌人》
《沙海番外之画媒》